# Пороховой мост
Пороховой мост (чеш. Prašný most) — бывший мост через Олений овраг с ручьём Бруснице около Пражского Града, сейчас насыпь. Мост является единственным путём в Пражский Град с северной стороны и приводит во Второй двор. Название перенеслось на соседние объекты (улица У Прашного мосту, перекресток у конца этой улицы, перекресток Буштеградской ветви со Сватовитской улицей).

## Мосты

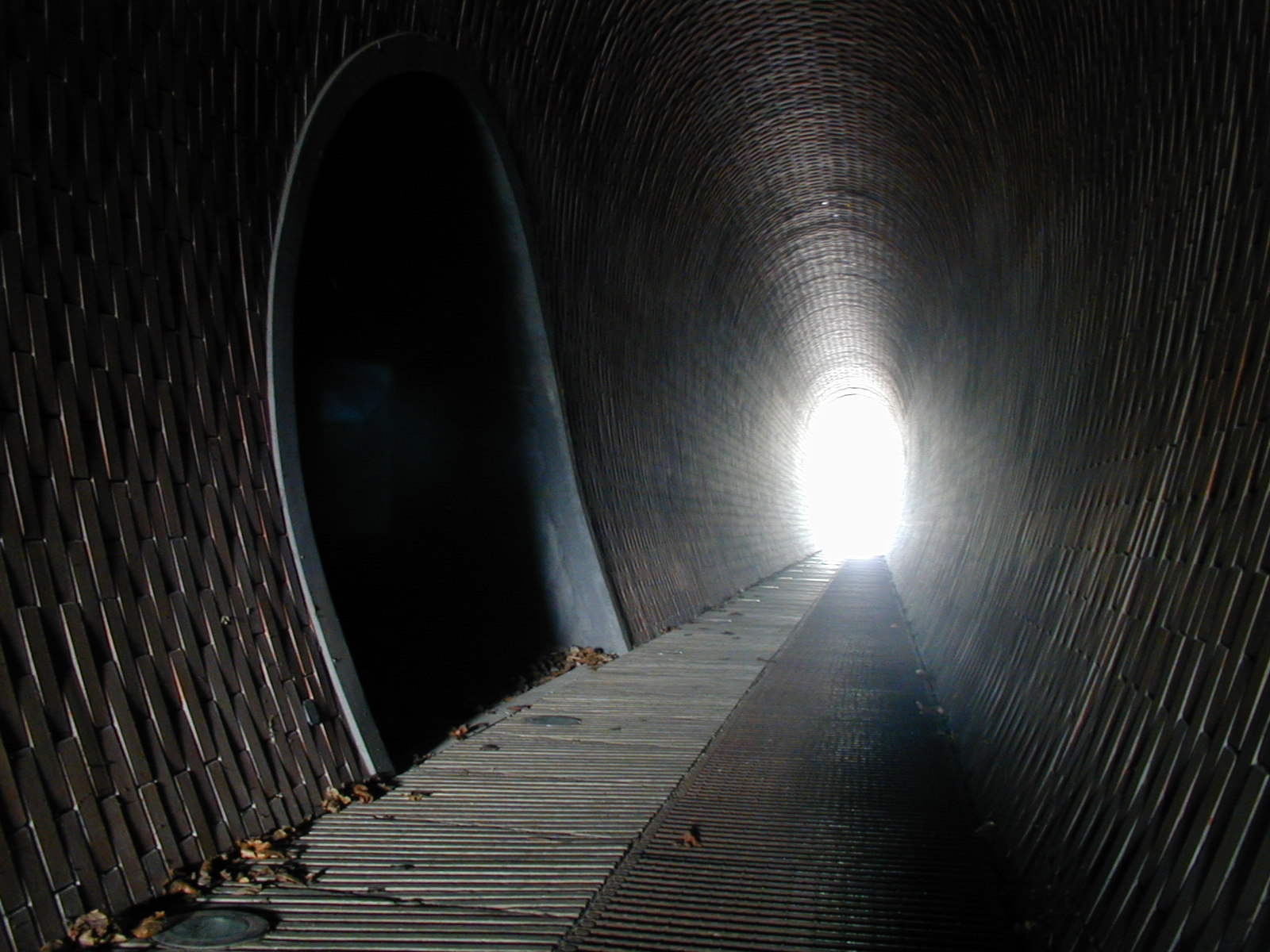
Проход под мостом, арх. Йозеф Плескот

Первый мост был деревянный, построен в 1534—1538 Фердинандом I (в то же время Фердинанд строил летний дворец королевы Анны и планировал Королевский сад). В 1541 году мост сгорел.
Второй мост был поставлен в 1589 году. Он пострадал в войне за австрийское наследство, потом в Семилетней войне.
В 1769—1770 годах на этом месте была сооружена насыпь длиной 90 метров с проходом для ручья Бруснице, который течет по Оленьему оврагу.
Последние перестройки этого места были произведены в 1999—2002 годах по инициативе Вацлава Гавела. Тогда появился сквозной проход под валом как часть туристического маршрута от Кларова в район Пражского Града. Автором архитектурного решения является Йозеф Плескот. Идея проекта состоит в том, чтобы обеспечить туристам возможность осматривать Град со всей территории Оленьего рва.
Туннель имеет 84 метра в длину, в разрезе он представляет собой вытянутый овал. На своих концах он обрамлен трапециевидными арками на египетский манер. Отдельное внимание архитектор уделил комбинации материалов, от окрашенного пигментом бетона до структурного облицовочного кирпича. Для усиления впечатления использована вмонтированная в пол подсветка. Примерно на половине пути взору посетителей открывается ниша и часть несущей конструкции, а том числе обнаруженные остатки опоры старого моста. Она была сохранена и восстановлена.